# Kunstkamer (schilderkunst)
Een kunstkamer is een genre in de schilderkunst dat in Antwerpen voorkwam aan het begin van de 17e eeuw. Een constcamer, zoals de aanduiding destijds luidde, is een afbeelding van een interieur dat gevuld is met schilderijen en andere kunstvoorwerpen en soms ook met voorwerpen van wetenschappelijke aard, boeken en atlassen.

## Toelichting

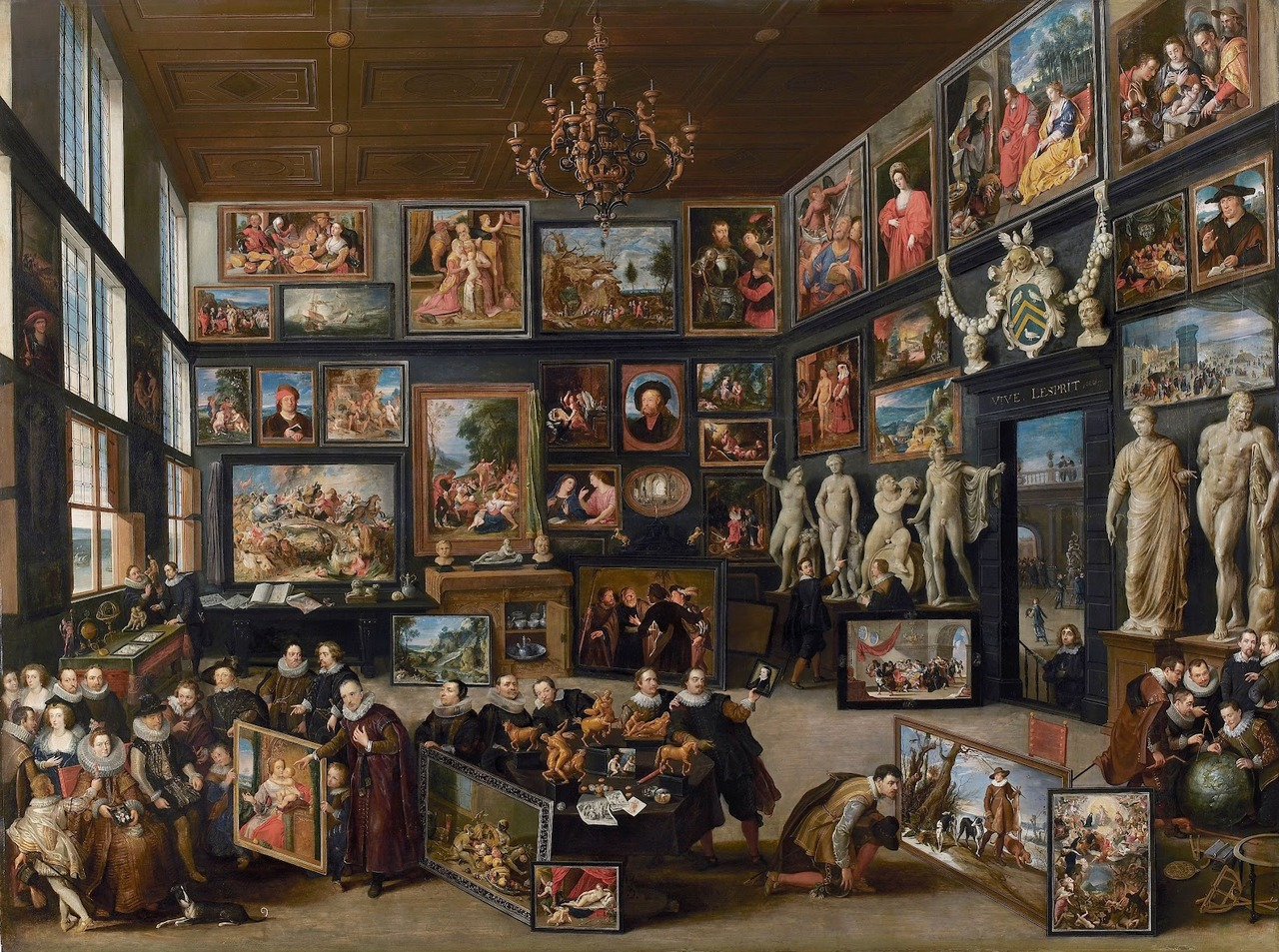
De schilderijengalerij van Cornelis van der Geest, door Willem van Haecht (1628)

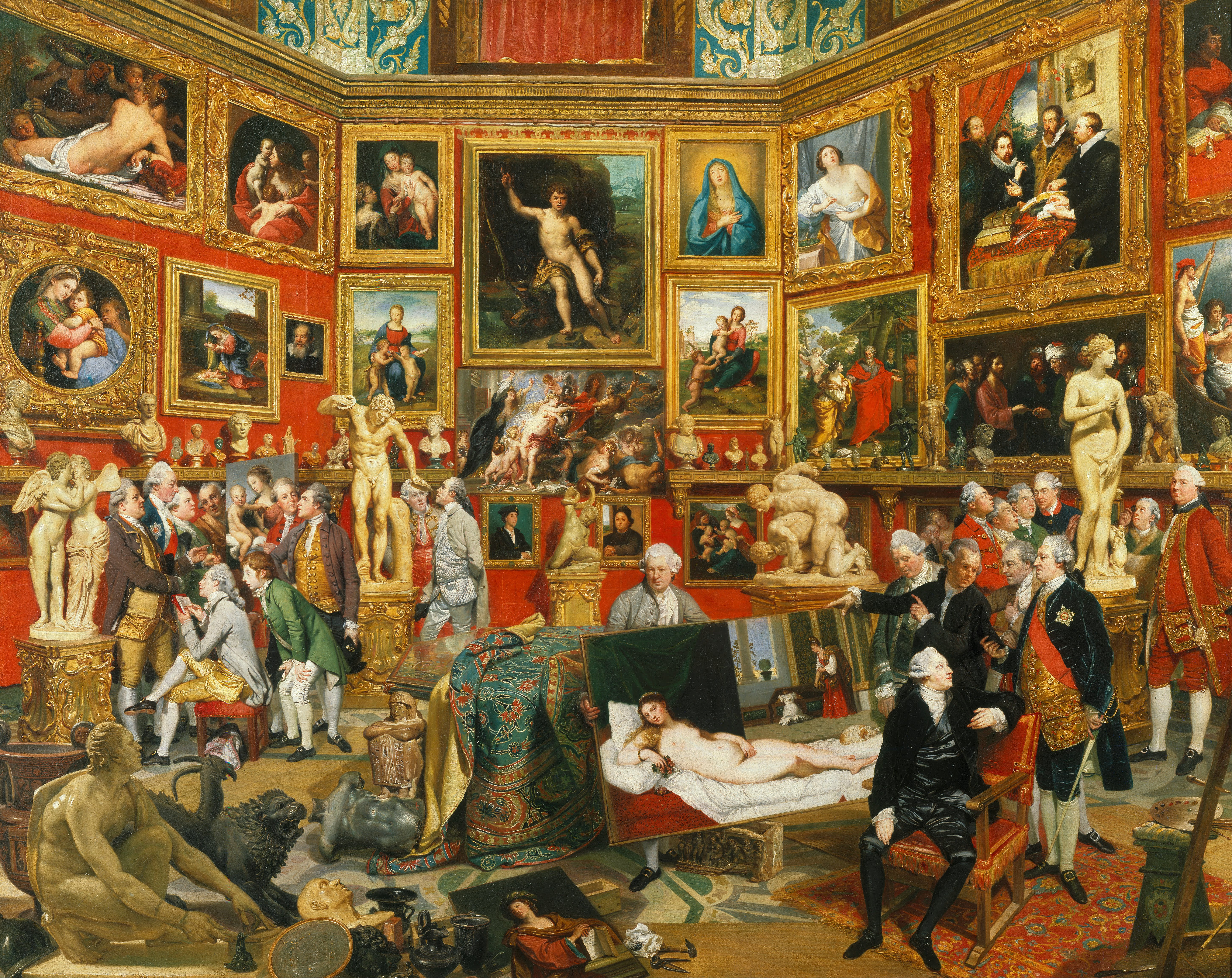
De Tribune van het Uffizi in Florence, Johann Zoffany, 1772–1778, Windsor Castle

Vaak worden in een dergelijk werk ook mensen afgebeeld die de getoonde schilderijen en andere voorwerpen nader bestuderen en met elkaar bespreken. Tussen de afgebeelde werken zijn vaak beroemde schilderijen herkenbaar om bij de beschouwer herkenning en bewondering op te roepen.
De kunstkamer bevatte in de meeste gevallen een overvloed aan kunstvoorwerpen, waarbij de schilderijen dicht naast en boven elkaar worden weergegeven, zoals dat destijds bij grote collecties en ook in musea gebruikelijk was. Dit betekent overigens niet dat een dergelijk werk een getrouwe weergave was van de werkelijkheid. Kunstverzamelaars wilden graag indruk maken met hun collecties en de kunstkamer was daar een geëigend middel voor.
Een meester in het genre was de Brabantse schilder Willem van Haecht (1593 - 1637), een leerling van Peter Paul Rubens. Van hem zijn drie werken bekend. Hij was de beheerder van de uitgebreide kunstverzameling van de verzamelaar Cornelis van der Geest en gaf die weer in zijn Schilderijengalerij van Cornelis van der Geest (1628, Rubenshuis, Antwerpen). Aan de linkerkant van het schilderij zijn enkele belangrijke personen uit die tijd herkenbaar, zoals de Infante Isabella en Aartshertog Albrecht, Peter Paul Rubens en Prins Władysław van Polen (de man met zwarte hoed die de galerij bezoekt) en ook de gastheer zelf, die een schilderij aanwijst. De afgebeelde schilderijen zijn van onder anderen Jan van Eyck, Rubens, Rafaël, Quinten Massijs (I) en Titiaan.
Andere schilders van kunstkamers waren Frans Franken de Jonge, Jan Brueghel de Jonge, David Teniers de Jonge, Jan van Kessel en de Duits-Engelse Johann Zoffany. Niet zelden beeldden de kunstenaars ook zichzelf af in dergelijke werken, in het gezelschap van de opdrachtgever.
Oorspronkelijk waren deze kunstkamers privécollecties en dus niet bestemd voor het grote publiek. Het bezoek eraan was sterk geritualiseerd met de eigenaar die zelf de honneurs waarnam. Een der eerste verzamelingen die zijn deur opende voor het publiek was het Ashmolean Museum in Oxford. Hier moest de bezoeker een toegangsprijs betalen volgens de doorgebrachte tijd.